# Melissa (компьютерный вирус)
Melissa — макровирус, распространявшийся по электронной почте. Был выпущен 26 марта 1999 года Дэвидом Смитом, который назвал его в честь стриптизёрши. При проникновении на устройство вирус мог в любой момент открыть на экране видео с этой стриптизёршей. Работа компьютера сильно замедлялась, иногда появлялся синий экран смерти.
В письме, через которое распространялся вирус, находилось сообщение «Here’s that document you asked for. Don’t show anyone else ;).» (рус. «Вот тот самый документ о котором ты просил. Не показывай больше никому ;).»). К письму прикладывалось вложение, являющееся документом Microsoft Word. В документе находились только ссылки на порно-сайты. После заражения вирус распространялся дальше, посылая первым 50 людям из контактов аналогичные письма.
10 декабря 1999 года Дэвид Смит признал себя виновным в распространении вируса.
1 мая 2002 года автор вируса получил 20 месяцев тюрьмы и штраф в размере 5000 долларов США.